# イーベン・ヤイレ

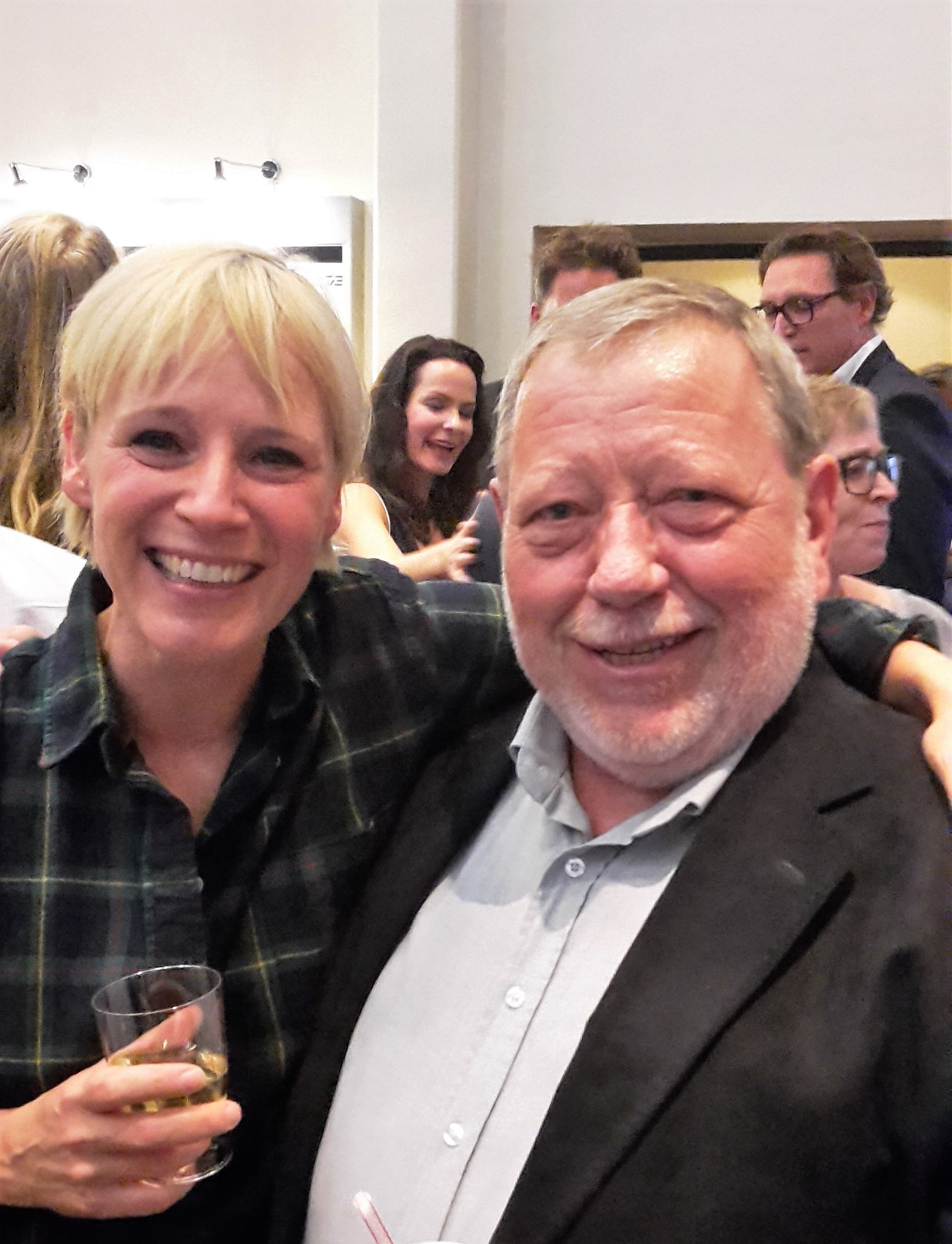
イーベン・ヤイレ

イーベン・ヤイレ（Iben Hjejle, 1971年3月22日 - ）は、デンマーク・コペンハーゲン出身の女優である。1991年にデンマークの短編映画でデビュー。英語を流暢に話すため、英語圏とデンマークの両方の作品に出演している。

## 主な出演作品
- ミフネ Mifunes sidste sang （1998年）
- ポゼスト/狂血　Possessed （1999年）
- ハイ・フィデリティ High Fidelity （2000年）
- ブレイカウェイ Blinkende lygter （2000年）
- 帽子を脱いだナポレオン The Emperor's New Clothes （2001年）
- ディファイアンス Defiance （2008年）
- わたしの可愛い人 シェリ Cheri （2009年）